# Elektronische Unterstützungsmaßnahmen
Elektronische Unterstützungsmaßnahmen (EloUM) ist die militärische Aufklärung im elektromagnetischen Spektrum durch die Erfassung und Auswertung elektromagnetischer Ausstrahlungen, um ihren Ursprung zu lokalisieren, unmittelbare Bedrohung zu erkennen und abzuwehren, eigene Truppe zu schützen sowie für die militärische Lage relevante Informationen zu erhalten. Im Unterschied zur elektronischen Aufklärung erfolgt sie auf taktischer Ebene. Durch die Weitergabe der ermittelten Daten und deren Einpflegen in Datenbanken im Aufklärungsverbund können diese auch auf operativer und strategischer Ebene verwendet werden.
Elektronische Unterstützungsmaßnahmen sind neben elektronischen Gegen- und Schutzmaßnahmen Teil des Elektronischen Kampfes (EK). Dieser wird mit der Fernmelde- und elektronischen Aufklärung (FmEloAufkl) zum Oberbegriff Elektronische Kampfführung (EloKa) zusammengefasst.
Mittels hochempfindlicher Empfangsgeräte werden durch geeignete Messverfahren gegnerische elektromagnetische Ausstrahlungen erfasst, aufgezeichnet und automatisiert ausgewertet. Mithilfe einer Datenbank werden elektromagnetische Ausstrahlungen klassifiziert und nach Möglichkeit einem bekannten gegnerischen Waffensystem zugeordnet (Identifikation). Aufgezeichnete Daten werden evtl. anschließend detailliert ausgewertet. Mit elektronischen Unterstützungsmaßnahmen gewonnene Daten können Aufschluss über Art, Anzahl, Position, Bewegung und Bewegungsrichtung des Gegners geben.

## Beispiele
Ein Beispiel für elektronische Unterstützungsmaßnahme sind Infrarot-, Laser- und Radarwarngeräte in militärischen Luftfahrzeugen, Fahrzeugen oder auf Schiffen, die elektromagnetische Ausstrahlungen gegnerischer Waffensysteme erfassen, diese gegebenenfalls klassifizieren und identifizieren, die Besatzung warnen und eventuell automatisch Gegenmaßnahmen auslösen. Dieses kann z. B. der Ausstoß von Düppeln oder Flares sein.